# Fritz Zuber-Buhler

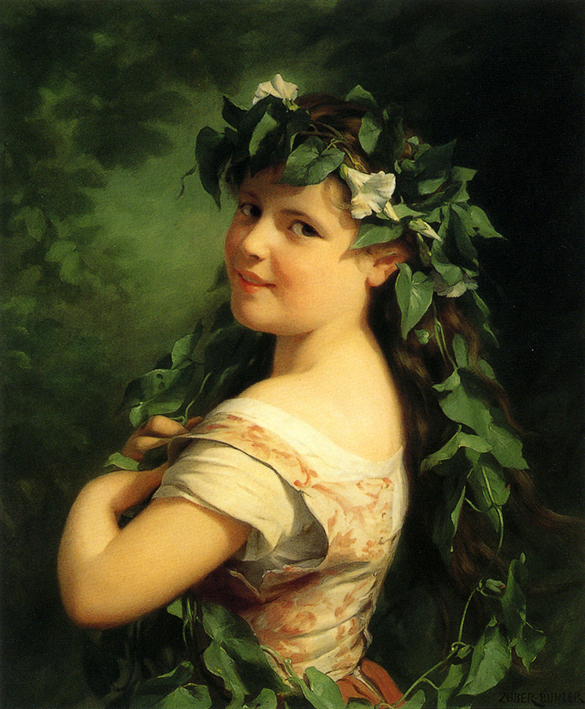
Dziewczyna z wiankiem w zbiorach Fundacji Carroll-Porczyńskich

Fritz Zuber-Buhler (ur. 6 listopada 1822, zm. 23 listopada 1896 w Paryżu) – szwajcarski malarz akademicki.
Urodził się w Le Locle w Szwajcarii, w wieku 16. lat przeniósł się do Paryża. Jego pierwszym nauczycielem był Louis Grosclaude, później studiował w Ecole des Beaux-Arts i doskonalił się w atelier François`a Picot`a. Następnie przez pięć lat podróżował po Włoszech. Po powrocie do Paryża debiutował w Salonie w 1850 r., wystawiał obok obrazów olejnych także rysunki, pastele i akwarele.
Zuber-Buhler osiągnął znaczną popularność jako klasyczny malarz akademicki, w Salonie wystawiał do 1891 r., miał wystawy w Stanach Zjednoczonych m.in. w Akademii Sztuk Pięknych w Pensylwanii. Poruszał tematy mitologiczne i religijne, najczęściej malował wyidealizowane postacie dzieci i kobiet. Miał znaczny wpływ na rozwój europejskiego akademizmu.